# Białystok-Prozesse
Als Białystok-Prozesse werden mehrere NS-Prozesse bezeichnet, die in den 1950er bis 1970er Jahren in der Bundesrepublik Deutschland gegen Personen geführt wurden, die sich überwiegend als Angehörige der Ordnungspolizei im Bezirk Białystok und an anderen Orten an nationalsozialistischen Gewaltverbrechen (NSG) beteiligt hatten. Im wissenschaftlichen Diskurs werden sie zu den sogenannten NSG-Verfahren gezählt.
Als Białystok-Prozesse im engeren Sinn werden die Verfahren vor den Landgerichten Bielefeld und Wuppertal betrachtet, im weiteren Sinne gehören noch eine Reihe weiterer Strafverfahren in anderen deutschen Städten dazu.
Die für die Verfahren zusammengetragenen Materialien wurden als historische Quellen zunächst vernachlässigt. Erst zu Beginn des 21. Jahrhunderts, als die Strafverfahren insbesondere der 1960er Jahre selbst Gegenstand historischer Forschung wurden, erkannte man ihren Wert.

## Die Ermordung der jüdischen Bevölkerung von Białystok
Im Bezirk Białystok lebten 1939 etwa 240.000 Juden. Die Stadt Białystok hatte zu Beginn des Deutsch-Sowjetischen Kriegs über 100.000 Einwohner, mehr als die Hälfte von ihnen waren Juden. Damit war Białystok in Osteuropa die Großstadt mit dem höchsten Anteil jüdischer Einwohner und ein bedeutendes Zentrum jüdischen Lebens. Nach dem deutschen Überfall auf Polen wurde Białystok am 19. September 1939 kurzzeitig von der Wehrmacht besetzt, aber eine Woche später an die Rote Armee übergeben. Während der folgenden 21 Monate nahm die jüdische Bevölkerung der Stadt weiter zu, da zahlreiche Juden vor der deutschen Verfolgung aus dem Generalgouvernement nach Osten flohen.
Mit dem Unternehmen Barbarossa begann die deutsche Wehrmacht am 22. Juni 1941 den Angriffskrieg gegen die Sowjetunion. Wenige Tage später, am Morgen des 27. Juni 1941, wurde die Stadt Białystok von Einheiten der Ordnungspolizei besetzt. Sofort begann die systematische Ermordung der jüdischen Bevölkerung, zunächst durch Erschießungen. Die Taten wurden von Angehörigen der Einsatzkommandos 8 und 9 der Einsatzgruppe B der Sicherheitspolizei und des SD, der Polizeibataillone 309, 316 und 322, von Einheiten der Sicherheitspolizei und des Sicherheitsdienstes, und von der Wehrmacht begangen.
Am Nachmittag des 27. Juni 1941 wurden hunderte Juden in die Große Synagoge von Białystok getrieben, die Ausgänge versperrt und das Gebäude in Brand gesetzt. Hunderte verbrannten bei lebendigem Leibe, eine große Zahl weiterer Juden wurde erschossen. Zwischen Juli und September 1941 wurden mindestens 31.000 Juden aus dem Bezirk Białystok ermordet. Die Überlebenden wurden in Ghettos zusammengepfercht, darunter das am 1. August 1941 errichtete Ghetto Bialystok, und mussten in mehreren dort ansässigen Industriebetrieben Zwangsarbeit leisten.
Im Februar 1943 wurden etwa 10.000 Bewohner des Ghettos Białystok in das KZ Auschwitz-Birkenau und das Vernichtungslager Treblinka deportiert, fast alle wurden ermordet. Mehr als 1000 Bewohner des Ghettos wurden in Białystok erschossen. Wegen der Industrieproduktion des Ghettos hatten sich die Kommandeure der Sicherheitspolizei und des SD im Bezirk Białystok, Wilhelm Altenloh und sein Nachfolger Herbert Zimmermann, zunächst für den Weiterbestand des Ghettos eingesetzt. Unter dem Einfluss des SS- und Polizeiführers des Distrikts Lublin und Leiter der Aktion Reinhardt, Odilo Globocnik, änderte Zimmermann seine Meinung. Im August und September 1943 wurde das Ghetto „geräumt“, seine Bewohner wurden in verschiedene Vernichtungs- und Arbeitslager deportiert.
Während der ganzen Zeit der deutschen Besetzung kam es im Bezirk Białystok zu zahlreichen weiteren Tötungsverbrechen, denen jeweils einzelne oder wenige Juden, vermeintliche Partisanen oder Kriegsgefangene bis zu mehreren Tausend Juden zum Opfer fielen.

## Bielefelder Białystok-Prozess

### Erste Strafverfahren gegen Herbert Zimmermann
Herbert Zimmermann war von Juni 1943 bis zum Rückzug vor der Roten Armee im Juli 1944 Kommandeur der Sicherheitspolizei und des SD (KdS) im Bezirk Białystok. In dieser Eigenschaft war er stellvertretender Chef der Einsatzgruppe B und als Befehlshaber an zahlreichen Morden an Juden und anderen Opfern nationalsozialistischer Gewaltverbrechen beteiligt.

#### Mord am Kommandeur der Schutzpolizei von Freiburg
Ab November 1944 war er Kommandeur der Sicherheitspolizei und des SD Metz, seine Dienststelle befand sich ab April 1945 in St. Peter (Hochschwarzwald) bei Freiburg im Breisgau. Zimmermann war für die Erschießung des Kommandeurs der Schutzpolizei Freiburg im Breisgau verantwortlich, der seine Mitwirkung am Aufbau einer örtlichen Werwolf-Organisation verweigert hatte und am 24. April 1945 im Mischenrieder Wald bei Starnberg hingerichtet wurde. Bereits 1954 wurde gegen Zimmermann und drei Angehörige der Sicherheitspolizei Freiburg im Breisgau vor dem Landgericht München II wegen dieses Endphaseverbrechens verhandelt. Alle Angeklagten wurden am 7. Juli 1954 aus Mangel an Beweisen freigesprochen. Die im Rahmen dieses Verfahrens erlangte Kenntnis von Zimmermanns Tätigkeit im besetzten Polen wurde von der Staatsanwaltschaft München nicht verwertet.

#### Mord an mehr als 100 Gefangenen des Gefängnisses von Białystok
Eine Zeugenaussage während des Ulmer Einsatzgruppen-Prozesses, ein Angehöriger des KdS habe vor dem Rückzug vor der Roten Armee einhundert Gefangene im Gefängnis Białystok ohne standrechtliches Verfahren erschießen lassen, führte zur Einleitung eines Ermittlungsverfahrens gegen Zimmermann wegen Mordes. Der Zeugenaussage zufolge ist Mitte 1944 im Hof des Gefängnisses von Białystok eine Gruppe von Häftlingen auf einen LKW verladen und drei Kilometer vom Ortsrand entfernt durch einen Angehörigen der Sicherheitspolizei mit einer Maschinenpistole niedergeschossen worden. Am 2. Mai 1958 beantragte die Staatsanwaltschaft Bielefeld die gerichtliche Voruntersuchung, die am folgenden Tag eröffnet wurde. Der Vorwurf gegen Zimmermann lautete, „im bewussten und gewollten Zusammenwirken mit den nationalsozialistischen Machthabern aus niedrigen Beweggründen, heimtückisch, grausam und mit gemeingefährlichen Mitteln die Massenerschießung von über 100 im Gefängnis festgehaltenen Personen angeordnet oder geduldet zu haben, obwohl er dies zu verhindern verpflichtet“ war. die nachfolgenden Monate nutzte die Staatsanwaltschaft für weitere Ermittlungen, insbesondere der Nachforschung nach möglichen Zeugen der Tat.
Am 3. April 1959 beantragte die Staatsanwaltschaft einen Haftbefehl gegen Zimmermann, dessen Ausstellung von der zuständigen Strafkammer des Landgerichts Bielefeld abgelehnt wurde. Nach einer Beschwerde der Staatsanwaltschaft, der der Strafsenat des Oberlandesgerichts Hamm am 17. April 1959 stattgab, wurde Zimmermann in Untersuchungshaft genommen. Die Anklageerhebung erfolgte am 14. August 1959. In der Anklageschrift wurde Zimmermann vorgeworfen, am 15. Juli 1944 „gemeinschaftlich mit anderen Tätern heimtückisch etwa 100 Menschen vorsätzlich getötet zu haben“. Der Generalstaatsanwalt in Hamm war der Ansicht, dass auch das Mordmerkmal der Grausamkeit erfüllt sei. Darüber hinaus betrachtete er Zimmermann als befehlsgebenden Täter, und nicht nur als Teilnehmer an der Tat. Er verzichtete jedoch auf die Abänderung der Anklageschrift, da diese Aspekte in der Hauptverhandlung geklärt werden konnten. Die Anklagebehörde ging zwar davon aus, dass die Ermordeten Juden waren, nahm aber keine Einordnung der Sicherheitspolizei in den Kontext der Ermordung der Białystoker Juden vor. Die von der historischen Forschung mittlerweile widerlegte Schutzbehauptung zahlreicher Beschuldigter, wesentliche Aufgabe der Sicherheitspolizei sei die Bekämpfung von Widerständlern und Partisanen gewesen, wurde nicht hinterfragt.
Am 2. Oktober 1959 beschloss die IV. Strafkammer des Landgerichts Bielefeld die Eröffnung des Hauptverfahrens. Erster Verhandlungstag war der 16. November. Für die vier Verhandlungstage sind weder Protokolle der Aussagen von Zeugen und Angeklagtem, noch die Plädoyers von Staatsanwaltschaft und Verteidigung überliefert. Daher kann der Ablauf des Verfahrens nur aus der Presseberichterstattung rekonstruiert werden. Der Zeuge, dessen Aussage das Ermittlungsverfahren angestoßen hatte, war im Vorjahr verstorben, ein weiterer wichtiger Zeuge konnte nicht aus Polen anreisen. Während die Staatsanwaltschaft auf zehn Jahre Zuchthaus und fünf Jahre Verlust der bürgerlichen Ehrenrechte wegen Totschlags plädierte, forderte die Verteidigung Freispruch. Die Urteilsverkündung erfolgte am 25. November 1959, der Angeklagte Zimmermann wurde freigesprochen.
Der Staatsanwaltschaft war es nicht gelungen zu beweisen, dass nur Zimmermann als Befehlsgeber für die Erschießung in Frage kam. Die Strafkammer war davon überzeugt, dass tatsächlich mindestens 25 Gefangene erschossen worden sind. Diese Erschießung hätte im Falle seiner Anwesenheit nur von Zimmermann befohlen werden können. Es konnte aber nicht mit Sicherheit festgestellt werden, dass er zum Tatzeitpunkt noch in Białystok war. Die Beweisführung war dadurch stark erschwert, dass im Verfahren fast ausschließlich Zeugenaussagen herangezogen werden konnten. Die einzige Zeugin, die sich zum Zeitpunkt der Tat als Gefangene im Białystoker Gefängnis befunden hatte, wurde als unglaubwürdig angesehen. In der Urteilsbegründung wurde sie als „Halbjüdin“ bezeichnet. Ungereimtheiten in ihrer Aussage wurden nicht auf ihre traumatischen Erlebnisse unter der deutschen Besatzung zurückgeführt, sondern mit ihrer „Verwurzelung im Judentum“ und ihrer „Sympathie für die Polen“ erklärt.
Noch während der Hauptverhandlung gegen Zimmermann leiteten die Staatsanwaltschaft Bielefeld und die erst im Vorjahr gegründete Zentrale Stelle der Landesjustizverwaltungen zur Aufklärung nationalsozialistischer Verbrechen aufgrund von Hinweisen aus Polen neue Ermittlungen wegen Mordes und weiterer Straftaten ein, die sich auch gegen weitere Angehörige der Sicherheitspolizei im Bezirk Białystok richteten und in den Bielefelder Białystok-Prozess von 1966 bis 1967 mündeten.

### Eigentlicher Bielefelder Białystok-Prozess

#### Tatvorwürfe
Der Bielefelder Białystok-Prozess wurde in der zeitgenössischen Medienberichterstattung als „Zimmermann-Prozess“ bezeichnet. Herbert Zimmermann wurde zur Last gelegt, seit seiner Ankunft in Białystok im Juni 1943 in einer „Vielzahl von Fällen zur heimtückischen, grausamen oder aus niedrigen Beweggründen begangenen Tötung von Menschen wissentlich Hilfe geleistet“ zu haben. Er habe die gewaltsame „Räumung“ des Ghetto Białystok organisiert. Kranke Juden habe er an Ort und Stelle töten lassen, die nicht arbeitsfähigen seien der „Sonderbehandlung“ zugeführt worden. Von diesen seien mindestens 15.000 im Vernichtungslager Treblinka durch Gas getötet worden. Mehrere hundert jüdische Kinder aus Białystok habe er im Wissen um die tödlichen Folgen nach Theresienstadt deportieren lassen, und so zu ihrer Tötung beigetragen.
Das Verfahren gehört zu den insgesamt nur etwa 20 Prozessen, die in der Bundesrepublik und in der DDR wegen der Deportationen der jüdischen Bevölkerung geführt worden sind.

#### Ermittlungen und Anklage
Die Zentrale Stelle der Landesjustizverwaltungen in Ludwigsburg ermittelte seit 1960 wegen nationalsozialistischer Gewaltverbrechen im Bezirk Białystok. Die Staatsanwaltschaften in Bielefeld, Hagen, Köln wurden zu Ermittlungen gegen die später angeklagten und fast 30 weitere Tatverdächtige aufgefordert. Da alle Taten in Zusammenhang mit der Tätigkeit des Kommandeurs der Sicherheitspolizei und des SD (KdS) im Bezirk Białystok standen, regte die Zentrale Stelle wiederholt und gegen den Widerstand der Kölner Staatsanwaltschaft die Verbindung der Ermittlungsverfahren an. Im April 1961 wurden die Ermittlungsverfahren von der Generalstaatsanwaltschaft Hamm wegen ihres Sachzusammenhangs zusammengefasst und der Staatsanwaltschaft Bielefeld übertragen.
Am 17. August 1961 wurde gegen Herbert Zimmermann auf der Grundlage der neuen Vorwürfe Haftbefehl erlassen, am 25. August wurde er erneut festgenommen. Zu diesem Zeitpunkt wusste Zimmermann aufgrund einer Veröffentlichung in der DDR-Zeitschrift Tabu bereits seit Monaten von den neuen Ermittlungen. Wegen einer Herzerkrankung, die stationär behandelt werden musste, erhielt Zimmermann zunächst ab Juni 1963 eine Haftverschonung.
Am 25. September 1961 übertrug das Justizministerium des Landes Nordrhein-Westfalen alle Ermittlungen zu Białystok an die Dortmunder Zentralstelle im Lande Nordrhein-Westfalen für die Bearbeitung von Nationalsozialistischen Massenverbrechen. Diese Zentralstelle bearbeitete bis 1964 fast 200 Ermittlungsverfahren gegen Angehörige des KdS Białystok, von denen mehr als 100 aus verschiedenen Gründen eingestellt wurden.
Am 15. Dezember 1964 erhob die Zentralstelle beim Landgericht Bielefeld Anklage gegen Herbert Zimmermann, zum Tatzeitpunkt Kommandeur der Sicherheitspolizei und des SD (KdS) im Bezirk Białystok, seinen Vorgänger Wilhelm Altenloh, und die Angehörigen der Sicherheitspolizei Richard Dibus, Heinz Errelis, Hermann Bloch und Lothar Heimbach. Den Angeklagten wurde wegen der im Jahr 1943 vollzogenen Deportationen der Juden des Bezirks Białystok in die Konzentrations- und Vernichtungslager Auschwitz, Treblinka und Majdanek Beihilfe zum Mord an mindestens 16.000 Menschen vorgeworfen. Die Angeklagten Errelis, Bloch und Dibius wurden wegen mehrerer Exzesstaten des Mordes beschuldigt. Herbert Zimmermann beging unmittelbar vor seiner Verhaftung am 31. Dezember 1965 Suizid, zwei Tage nachdem das Landgericht Bielefeld einen Haftbefehl ausgestellt hatte. Auch Hermann Bloch entzog sich dem Verfahren durch Suizid.

#### Hauptverhandlung
Die Hauptverhandlung mit den verbliebenen vier Angeklagten fand vom 23. März 1966 bis zur Urteilsverkündung am 14. April 1967 statt. Die Dimension des Verfahrens erschließt sich durch einen Vergleich mit dem ersten Frankfurter Auschwitzprozess von 1963 bis 1965. Während in Frankfurt innerhalb von eineinhalb Jahren an 134 Verhandlungstagen 356 Zeugen und acht Sachverständige gehört wurden, waren es in Bielefeld innerhalb etwa eines Jahres an 101 Verhandlungstagen 194 Zeugen und fünf Gutachter oder Sachverständige.
Während des Verfahrens wurden zahlreiche Zeugen gehört, die als Verfolgte die nationalsozialistische Verfolgung überlebt hatten oder die als Angehörige deutscher Einheiten und Dienststellen an der deutschen Besetzung Polens beteiligt waren. Zu den Zeugen gehörten auch Werner Best, SS-Obergruppenführer, NSDAP-Politiker und bis Ende 1940 Leiter des Amtes I (Organisation, Verwaltung und Recht) des Reichssicherheitshauptamtes, der die Aufstellung der Einsatzgruppen vorgeschlagen hatte. Ein weiterer hochrangiger Zeuge war Friedrich Brix, ab Januar 1942 „ständiger Vertreter“ des Gauleiters von Białystok, Erich Koch, stellvertretender Chef der Zivilverwaltung und zum Zeitpunkt des Prozesses Sozialobergerichtsrat in Lüneburg.
Alle Angeklagten wurden wegen Beihilfe zum Mord in Zehntausenden Fällen zu mehrjährigen Zuchthausstrafen verurteilt: Wilhelm Altenloh acht Jahre, Richard Dibus 5 Jahre, Heinz Errelis sechseinhalb Jahre und Lothar Heimbach neun Jahre (Az. 5 Ks 165). Die in der Anklage enthaltenen Exzesstaten konnten den Angeklagten nicht nachgewiesen werden, daher wurden sie in diesen Punkten freigesprochen. Die Urteile hatten in der Revision vor dem Bundesgerichtshof Bestand und wurden am 5. Februar 1970 rechtskräftig.

#### Rezeption
Kurz vor der Hauptverhandlung im Bielefelder Białystok-Prozess war der zweite Auschwitz-Prozess zu Ende gegangen. Die Auschwitz-Prozesse wurden von der Öffentlichkeit auch wegen der Präsenz zahlreicher überregionaler Zeitungen in Frankfurt mit großer Aufmerksamkeit verfolgt. Demgegenüber wurde der Bielefelder Białystok-Prozess lokal kaum und bundesweit gar nicht wahrgenommen.
Anders sah es in der DDR aus. Die Forderung, Herbert Zimmermann wegen seiner Verbrechen zur Rechenschaft zu ziehen, war von der Redaktion der in der DDR erscheinenden Zeitschrift Tabu gegenüber der Staatsanwaltschaft Bielefeld erhoben worden. Am 27. Januar 1960 kündigte der Chefredakteur der Zeitschrift in einem Schreiben an die Staatsanwaltschaft an, dass in der April-Ausgabe ein Artikel des polnischen Publizisten Aleksander Omiljanowicz über die Verbrechen Zimmermanns erscheinen werde. Er selbst und seine Redaktion erklärten sich bereit, jedes deutsche Gericht zu unterstützen das gewillt sei, Zimmermann erneut anzuklagen.

#### Der Prozess in der zeitgeschichtlichen Forschung
Der Prozess geriet nach seinem Abschluss weitgehend in Vergessenheit, und die Akten waren über Jahrzehnte aufgrund von Sperrfristen nicht zugänglich. Beate und Serge Klarsfeld wollten bereits frühzeitig einen Teil der Bielefelder Prozessakten veröffentlichen, um so auf den Wert von Gerichtsakten für die Erforschung der Schoah aufmerksam zu machen. Mitte der 1980er Jahre konnten die Klarsfelds einen kleinen Teil der insgesamt 270 Bände umfassenden Akten veröffentlichen. Dieser Teilbestand behandelt fast ausschließlich nationalsozialistische Gewaltverbrechen in der im Bezirk Białystok gelegenen Stadt Grodno. Die Herausgabe war nur mit Unterstützung durch den Unternehmer Felix Zandman möglich, der nach der Räumung des Ghettos Grodno zwei Jahre lang von Polen versteckt wurde und im Bielefelder Prozess als Zeuge aussagte.
Die erste Bearbeitung des Bielefelder Białystok-Prozess durch einen Historiker war eine Magisterarbeit des Jahres 1995, deren Verfasser ausgewählte Zeugenaussagen aus dem Verfahren auf ihre Verwendung in der Holocaustforschung untersuchte. 1999 griff der Historiker Christian Gerlach für seine Dissertation Die deutsche Wirtschafts- und Vernichtungspolitik in Weißrussland 1941–1944 auf Akten des Prozesses zurück.
2003 erschien im Bielefelder Verlag für Regionalgeschichte ein Sammelband, in dem mehrere Autoren die nationalsozialistischen Gewaltverbrechen im Bezirk Białystok und den Bielefelder Białystok-Prozess detailliert darstellen. Zu dem Band gehört auch eine CD-ROM mit historischen Bildern der Stadt Białystok und der Judenverfolgung sowie einer Reihe von Tonbandaufnahmen aus dem Prozess.
Der Frankfurter Strafrechtler und Rechtsphilosoph Lorenz Schulz vertrat in seinem Beitrag die Auffassung, dass sich der Bielefelder Białystok-Prozess wegen der geringen öffentlichen Aufmerksamkeit als Beispiel für die „konstruktiven Leistungen“ der strafjuristischen Zurechnung eignet. Zwischen kollektivem Erinnern in einer Demokratie und der strafrechtlichen Feststellung individueller Verantwortlichkeit bestehe ein interner Zusammenhang.

## Wuppertaler Białystok-Prozess
Das Wuppertaler Verfahren wies in mehrfacher Hinsicht Besonderheiten auf. Es verhandelte über die erste größere, von einer Polizeieinheit verübte Mordaktion während des Zweiten Weltkriegs. Dabei legte es recht früh die Verstrickung und Täterschaft von unterstützenden Hilfstruppen in nationalsozialistische Gewaltverbrechen abseits der vorrangig beteiligten „Sondereinheiten“ von SS oder SD offen, zugleich wurde ein sehr hoher und letztlich überaus erfolgreicher Aufwand betrieben diese Verbrechen aufzuklären und justiziell zu ahnden.
Bereits fünf Tage nach Beginn des Eroberungs- und Vernichtungsfeldzugs gegen die Sowjetunion wurden am 27. Juni 1941 die ersten Verbrechen durch das Kölner Polizei-Bataillon 309 verübt. Sie fanden organisatorisch vollständig unabhängig von den zeitgleichen Aktionen des SD statt und da ein „Befehl von oben“ nicht nachweisbar war, mit großer Wahrscheinlichkeit aus eigener Initiative und unter Duldung der Vorgesetzten bei der Wehrmacht. Diesen Verbrechen fielen um die 2000 Menschen zum Opfer.
Im Wuppertaler Białystok-Prozess standen von Oktober 1967 bis März 1968 zunächst 14 Angeklagte vor Gericht, die alle während der deutschen Besetzung von Białystok dem Polizei-Bataillon 309 angehört hatten, das aus dem Polizei-Ausbildungsbataillon A/Köln gebildet worden war und aus Schutzpolizisten überwiegend im Alter um die 32 Jahre bestand. Es war Teil des Sicherungsregiments 2 unter dem Befehl vom Oberst Martin Ronicke.

### Tatereignisse
Der Tatereignisse lassen sich durch die umfangreiche Ermittlungsarbeit, das Prozessmaterial und die Aussagen von rund 200 Zeugen (darunter überwiegend ehemalige Bataillonsangehörige, aber auch überlebende Juden) recht genau rekonstruieren.
Vor der Besetzung der Stadt waren die Kompaniechefs des Bataillons von ihrem Bataillonskommandeur, Major der Schutzpolizei Ernst Weis, durch Bekanntgabe des Tagesbefehls von Generalleutnant Johann Pflugbeil über die Ziele des Einsatzes informiert worden. Pflugbeil war Kommandeur der übergeordneten 221. Sicherungs-Division, dem das Regiment und dessen Bataillone unterstanden.
Bei der Verlesung des Tagesbefehls, der auch den Kommissarbefehl und den Führererlass zum Beginn des Unternehmen Barbarossa beinhaltete, verlas der Kompaniechef der 3. Kompanie, Oberleutnant Rolf-Joachim Buchs, nur den reinen Befehlstext. Der Chef der 1. Kompanie, Hauptmann Hans Behrens, ergänzte den Befehl um eine eigene Interpretation. Seine Soldaten sollten sich darauf einstellen, im Kampf gegen den Bolschewismus und das Judentum alle Juden ohne Rücksicht auf Alter und Geschlecht zu töten. Wenn sie nach Bialystok kämen, würden sie dort sämtliche Juden umbringen.
Am 27. Juni 1941 wurde Białystok von der 1. und 3. Kompanie des Bataillons nahezu kampflos besetzt. Laut Divisionsbefehl hatte das Bataillon die Aufgabe „die Stadt Białystok von russischen versprengten Truppen und deutschfeindlicher Bevölkerung zu säubern“. Bereits beim Einrücken in die Stadt am ersten Tag kam es zu ersten brutalen Übergriffen und Gewaltaktionen. So wurde von einem Bataillonsangehörigen ein Mann im wehrfähigen Alter mit vorgehaltener Waffe vor sich hergetrieben und in Gegenwart seiner Ehefrau erschossen. Täter war Aussagen von Bataillonsangehörigen zufolge Wilhelm Schaffrath. Am Vormittag desselben Tages erhielt der vierte Zug der 1. Kompanie des Bataillons den Befehl, die Stadt nach versprengten Rotarmisten zu durchsuchen. Bei der Durchsuchung wurden vier Soldaten gefangen genommen. Sie wurden von dem zufällig hinzukommenden Friedrich Rondholz durch in rascher Folge abgegebene Genickschüsse getötet.

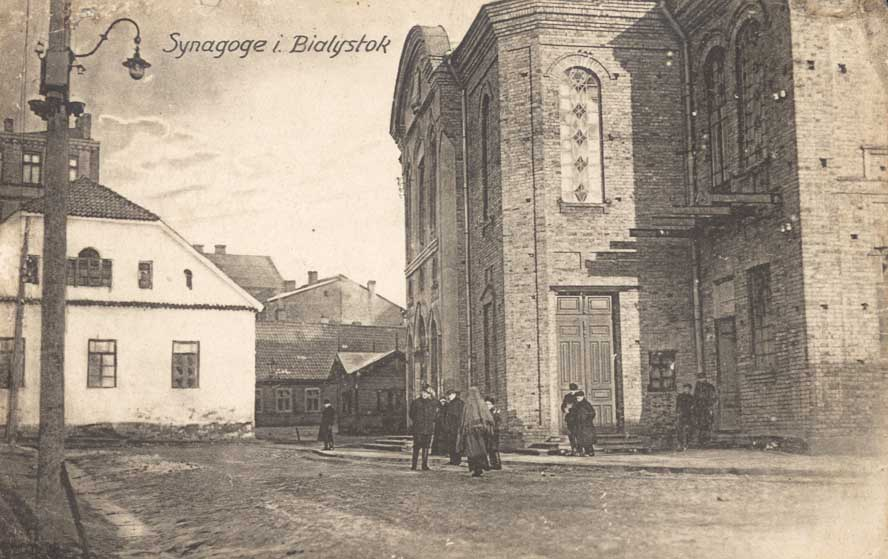
Die Große Synagoge von Białystok, Tatort des Massenmords vom 27. Juni 1941

Am späten Vormittag befahl der Bataillonskommandeur Weis das jüdische Viertel im Umfeld der Hauptsynagoge zu durchsuchen und alle wehrfähigen Männer festzunehmen. Die Kompaniechefs Behrens (1. Kompanie) und Buchs (3. Kompanie) befahlen ihrerseits nun Razzien und Durchsuchungen in den von Juden bewohnten Teilen des Stadtzentrums. Die Razzien wurden hauptsächlich von der 3. Kompanie unter Buchs durchgeführt, als Sammelpunkt der zusammengetriebenen Juden wurde der Synagogenvorplatz bestimmt.
Das Vorgehen war von extremer Brutalität bestimmt. Orthodoxe Juden wurden mit Fußtritten und Gewehrkolbenhieben aus ihren Wohnungen getrieben. Einigen wurde die Bärte angezündet oder abgeschnitten, andere wurden gezwungen zu tanzen oder mit ausgebreiteten Armen „Ich bin Jesus Christus“ zu rufen. Verzögerungen bei der Öffnung von Wohnungs- oder Zimmertüren führten unmittelbar zum Einsatz von Handgranaten, um diese aufzusprengen. Heinrich Schneider, Zugführer des 4. Zugs der 3. Kompanie, fiel dabei durch besondere Brutalität auf. Sein extremer Judenhass war unter seinen Kameraden allseits bekannt. Während der Razzien erschoss er eigenhändig zahlreiche Juden, einschließlich Kinder, in ihren Wohnungen oder auf der Straße und ließ sie von Mitgliedern seines Zuges durch willkürliche Gewehrsalven, aber auch gezielt durch Genickschüsse töten. Sein Kompaniechef Buchs war laut den späteren Erkenntnissen über das Vorgehen vollumfassend informiert, unterband es trotz Befehlsgewalt aber nicht.
Nicht minder verroht agierte der Kommandeur der 1. Kompanie, Hauptmann Behrens. Als gläubiger Nationalsozialist und als „Haudegen“ gerühmter Offizier, der von seinen Untergebenen „Papa Behrens“ genannt wurde, selektierte er aus der Menschenmenge auf dem Synagogenvorplatz willkürlich Juden, die er abseits des Platzes, am Stadtrand und im Park des Gouvernementsgebäudes erschießen ließ. Im Gouvernementsgebäude hatte sich jedoch zu dieser Zeit der Stab der Sicherungsdivision 221 einquartiert, woraufhin sich Generalleutnant Pflugbeil prompt bei Hauptmann Behrens über die Erschießungen beschwerte. Grund der Beschwerde war aber mitnichten der Umstand der Hinrichtungen selbst, sondern die „störende“ Nähe zu dem Divisionssitz.
Am Nachmittag wurden mindestens 500 bis 700 Juden, darunter auch Frauen und Kinder, von Angehörigen des Polizeibataillons 309 in die Große Synagoge von Białystok getrieben und eingesperrt. Heinrich Schneider veranlasste, dass die Synagoge, in die zuvor Benzinkanister und -fässer gebracht worden waren, mit Handgranaten und Leuchtspurmunition in Brand gesetzt wurde. Die zahlreichen Anwesenden – Täter, Tatgehilfen, Kollaborateure und Zuschauer – vernahmen aus dem Inneren der Synagoge zunächst einen choralähnlichen Gesang, der in ein vielstimmiges Geschrei nach Hilfe überging. Menschen, die aus der Synagoge zu fliehen versuchten, wurden von Maschinengewehrschützen des Polizeibataillons erschossen. Andere, die sich aus Fenstern in oberen Stockwerken zu retten versuchten durch gezielte Pistolen- und Gewehrschüsse.
Der die ganze Zeit anwesende Oberleutnant Buchs ließ das Feuer erst einstellen, nachdem kein Lebenszeichen mehr zu vernehmen war. Im Anschluss an die Mordtat inspizierten der Bataillonskommandeur und dessen Adjutant die Szenerie. Die noch als solche erkennbaren Leichen aus der Synagoge, sowie weitere Tote aus dem umliegenden Judenviertel wurden nun von Bataillonsangehörigen geborgen und in Massengräbern bestattet. Der Stab der Sicherungsdivision 221 versuchte zwar die Brandursache zu ermitteln, da aber die Bataillonsoffiziere sich, ihre Kameraden und ihre Untergebenen gegenseitig deckten, verliefen diese Ermittlungen offiziell ergebnislos. Major Weis gab in einem Gefechtsbericht an, eine Panzerabwehrkanone hätte die Synagoge in Brand geschossen. Unter anderen erhielten Behrens, Buchs und Schneider für ihren „Einsatz“ bei der Besetzung Białystoks am 11. Juli 1941 das Eiserne Kreuz 2. Klasse durch die Hand von Generalleutnant Pflugbeil.
Das Agieren des Polizeibataillons wurde an höchster Stelle lobend wahrgenommen. So gratulierte Erich von dem Bach-Zelewski, höherer SS- und Polizeiführer Russland-Mitte und Himmlers Mann für alle Fälle, dem Bataillonskommandeur Weis in einem Bataillonsbefehl vom 18. Juli 1941 ausdrücklich für die Tapferkeit der ausgezeichneten Angehörigen des Bataillons 309 und bekannte sich stolz darauf zu sein, „dass diese tapferen Offiziere und Männer zur deutschen Polizei gehören“.
Im Zeitraum vom 17. September bis zum 3. Oktober 1941 war die 3. Kompanie des Polizei-Bataillons 309 in Dobrjanka stationiert. Während dieser Zeit wurde bei einem Einsatz ein Dorf in der Region durchsucht. Nach dem auf Anweisung von Hans Schneider durch Wilhelm Schaffrath vorgetäuschten Fund von Munition wurden mindestens 25 männliche Juden, darunter ein etwa 14-jähriger Junge, erschossen.

### Ermittlungen
Bereits Ende 1959 wurden erste Ermittlungen gegen das Polizei-Bataillon 309 aufgenommen. Die im Dezember 1958 gegründete Zentrale Stelle der Justizverwaltungen zur Aufklärung nationalsozialistischer Verbrechen in Ludwigsburg war maßgeblich an der Untersuchung von nationalsozialistischen Unrechtstaten beteiligt und sehr erfolgreich bei der Ermittlung von NS-Tätern, die sich aufgrund der Straffreiheitsgesetze von 1949 und 1954 in der Bundesrepublik Deutschland und der weitestgehenden Rückgängigmachung der alliierten Säuberungsmaßnahmen keiner Verfolgung mehr ausgesetzt sahen. Da die überaus erfolgreiche Zentrale Stelle – bereits im ersten Jahr wurden 400 Vorermittlungen angestoßen – keine Anklagebehörde war, übermittelte sie ihre Untersuchungsergebnisse an die zuständigen Staatsanwaltschaften am Wohnort der Beschuldigten.
Das Polizei-Bataillon 309 geriet im Rahmen der Ermittlungen gegen Erich von dem Bach-Zelewski in den Fokus. Bei Vernehmungen von Angehörigen des Polizei-Bataillon 322 ergaben sich erste konkrete Hinweise auf die Rolle des Bataillons 309 und dessen Kommandeur Weis. Dieser gab bei der Vernehmung zu, mit seinem Bataillon an dem besagten 27. Juni 1941 mit seiner Einheit in Białystok stationiert gewesen zu sein, aber an Razzien oder einen Synagogenbrand könne er sich nicht erinnern. Von Judenerschießungen habe er nur „gerüchteweise“ erfahren; nicht von seinem Bataillon, sondern vom SD und dem Polizei-Bataillon 322 durchgeführt worden.
Trotz dieser Falschaussage konnte die Zentrale Stelle im April 1960 in einem Zwischenbericht die Verantwortung des Polizei-Bataillons 309 sicher feststellen. Dabei wurde anfangs „nur“ der Tatbestand Beihilfe zum Mord ermittelt, weitere Untersuchungen zielten aber auf den Nachweis des Tatbestands Mord hin. Die Zentrale Stelle geriet dabei stark in Zeitdruck, da Beihilfetatennach damaliger Rechtslage am 8. Mai 1960 verjährt gewesen wären. Noch rechtzeitig vor dieser Frist leitete die Staatsanwaltschaft Ermittlungen ein, bei denen rund 100 Beschuldigte vernommen wurden.

#### Widerstände gegen die Ermittlungen aus den Reihen der Polizei
War in großen Teilen der Bevölkerung bereits eine Abwehrreaktion gegenüber der juristischen Aufarbeitung der nationalsozialistischen Verbrechen im Sinne einer Schlussstrichdebatte zu erkennen, so waren die Widerstände bei der Polizei bei Ermittlungen gegen ehemalige oder aktive Kollegen nochmals erheblich größer. Die Ermittlungen wurden aus Polizeikreisen teilweise sabotiert, die Ermittlungen delegitimiert und die ermittelnden Beamten beleidigt. Einer der Hauptstimmungsmacher gegen die beiden Ermittler in den Reihen der Beamtenschaft des Polizeipräsidiums Köln hatte selbst in der 1. Kompanie des Bataillons 309 gedient und war auch beim Synagogenbrand anwesend gewesen.
Die schon von den damaligen in ihren Ermittlungen behinderten Beamten vermutete Absprache unter den ehemaligen Angehörigen des Bataillons 309 hinsichtlich ihrer Aussagen konnte später von der Forschung bestätigt werden; eine zentrale Rolle spielte der Essener Polizeimajor im Ruhestand Willy Papenkort. Er und eine Gruppe ehemaliger Polizeioffiziere hatten sich 1964 zusammengeschlossen, um Kollegen, die in NSG-Verfahren als Zeugen oder Beschuldigte vernommen wurden, zu beraten und angesichts geeignete Entlastungs- und Verteidigungsstrategien zu entwickeln. Auch ein Verfahren gegen Papenkort aufgrund illegaler juristischer Beratungstätigkeit im Frühjahr 1967 beendete diese ‚Kameradenhilfe‘ nicht.

#### Ermittlungen gegen Heinrich Schneider
Schneider wurde vom Januar 1963 bis 1967 insgesamt 16 mal vernommen. Im Laufe der Vernehmungen versuchte Schneider zunächst seinen Tatbeitrag kleinzureden und zu relativieren, sich selbst als reinen Befehlsempfänger darzustellen. Er gestand zu Beginn in Radom Schulungen zu dem Thema Judentum und Bolschewismus sowohl besucht als auch gehalten zu haben. Er verwies auf die zu Kriegsbeginn herausgegebenen Richtlinien für die Behandlung der politischen Kommissäre und Zivilbevölkerung, die für ihn unzweifelhaft auch Juden als Kriegsgegner definiert hatten. Es habe zwar keine grundsätzliche schriftliche Anweisung zu Vernichtungsmaßnahmen gegen die einheimische Bevölkerung und insbesondere gegen Juden gegeben, in diese Richtung sei die Truppe aber gedrängt worden. Er gab an, seine einzige große Schuld sei gewesen, bei dem Synagogenbrand nur untätiger Zuschauer gewesen zu sein. Ziemlich schnell stellten sich diese Einlassungen als Schutzbehauptungen heraus, das „Eingeständnis“ seiner Passivität als dreiste Lüge.
Offenbar unter großen psychischen Druck stehend zerbrach die Verteidigungsstrategie trotz der Hintergrundberatung durch Papenkort rasch. Auf den Vorhalt, wie Schneider angesichts der Erschießungen und den Flehen von Frauen und Kindern unbeeinträchtigt weiterhandeln konnte, antwortete der zwischen Selbstmitleid und Gewissensnot zerrissene Schneider, dass aufgrund seiner ideologischen Ausrichtung für „derartige Gefühlsregungen“ kein Platz gewesen sei. Es erhärtete sich schnell der Verdacht auf vorsätzlich verübten Mord aus rassistischen Motiven und so wurde Schneider im Mai 1963 in Untersuchungshaft genommen. Dort blieb er zunächst bis Anfang 1966.

#### Ermittlungen gegen Rolf-Joachim Buchs
Als ungleich widerstandsfähiger bei den Vernehmungen erwies sich Schneiders ehemaliger Kompanieführer Rolf-Joachim Buchs, der als 131er mittlerweile als Hauptkommissar, Hundertschaftsführer in der Wuppertaler Bereitschaftspolizei und Fachlehrer an der Landespolizeischule in Düsseldorf wieder im Polizeidienst stand. Eine anstehende Beförderung zum Polizeirat wurde durch die Ermittlungen Ende 1962 zwar gerade noch verhindert, die Dienstsuspendierung erfolgte aber erst im März 1966. Auch er verteidigte sich zunächst mit der Strategie, die Unterrichtung seiner Untergebenen im Bezug zum bevorstehenden „Kampf gegen den Bolschewismus und das internationale Judentum“ sei auf höhere Weisung hin erfolgt. Anordnungen, Zivilpersonen und insbesondere Juden „auf der Stelle zu erschießen“, seien aber nicht ergangen.
Buchs versuchte durch irreführenden Zeitangaben und Handlungsreihenfolgen die Vorhaltungen zu entkräften und seine persönliche Verantwortung als Befehlshaber zu relativieren. Er gab an, erst am Nachmittag des 27. Juni 1941 in Białystok eingetroffen zu sein; zu einem Zeitpunkt also, als der Synagogenbrand bereits stattgefunden hatte. Mit den Aussagen anderer Beschuldigter konfrontiert, bröckelte diese Lügenkonstruktion sukzessive und Buchs war gezwungen Korrekturen an seinen Aussagen vorzunehmen. Die sieben Vernehmungen ergaben folgenden Sachverhalt: Buchs war im vollen Umfang an den Mordaktionen beteiligt, allerdings ohne sie unmittelbar initiiert zu haben. Er tat aber nichts, um die Verbrechen von Schneider und anderen zu verhindern und zeigte im Nachgang kein Interesse an der Aufklärung der Taten und der Verfolgung der Täter.
Schaplow und Woywod gelangten zu dem Eindruck, Buchs war weniger von rassistischen oder ideologischen Motiven geprägt, sondern von dem Bedürfnis weder bei Vorgesetzten noch bei Untergebenen aufzufallen oder eine Art von Schwäche zu zeigen. Dennoch stand für sie die grundsätzliche Übereinstimmung Buchs mit den ideologischen Zielsetzungen des Vernichtungskrieges nicht in Zweifel. Reue oder Unrechtsbewusstsein waren nicht zu erkennen. Für sie war Buchs, obgleich der NS-Ideologie grundsätzlich zustimmend, im Gegensatz zu Schneider nicht ein ideologisch fanatisierter und seine Machtfülle missbrauchender Überzeugungstäter, sondern ein Karrierist und Opportunist, der danach strebte Anerkennung bei seinen Untergebenen und Vorgesetzten zu erhalten. Sein Beitrag zur Eskalation von Mord und Gewalt lag insbesondere in dem Gewährenlassen seiner Untergebenen – eine Einschätzung, die in den beiden folgenden Urteilen und deren Begründungen deutlich einfloss.

### Anklage
Nach Abschluss der Vorermittlungen erließ der Leiter der Dortmunder Zentralstelle im Lande Nordrhein-Westfalen für die Bearbeitung von Nationalsozialistischen Massenverbrechen im April 1965 gegen Rolf-Joachim Buchs, Hans Behrens und zwei weitere ehemalige Bataillonsangehörige einen Antrag auf Haftbefehl, der bei Buchs erst fünf Monate später vollstreckt wurde. Buchs kam gegen Auflagen Anfang 1966 wieder frei, wie auch Heinrich Schneider, der bereits seit Mai 1963 in Untersuchungshaft saß. Zugleich wurden dem zuständigen Untersuchungsrichter die Ermittlungsakten überlassen, darunter die Vernehmungsprotokolle und 225 beweisrelevante Fotografien aus Białystok und von den Mitgliedern des Polizei-Bataillons 309. Einige der Bilder zeigten auch die brennende Synagoge. Im April 1967 reduzierte die Zentralstelle die Anzahl der Beschuldigten von 23 auf 14 und empfahl die Anklageerhebung. Bei weiteren 162 ehemaligen Bataillonsangehörigen wurden die Ermittlungen ohne Anklageerhebung abgeschlossen, darunter auch die gegen den Bataillonskommandeur Ernst Weis, der bereits 1964 verstorben war.
Die Anklageschrift umfasste 168 Seiten und richtete sich gegen die 14 Beschuldigten. Alle Angeklagten waren ehemalige Angehörige des Polizei-Bataillons 309, darunter die drei Kompaniechefs Hans Behrens, Johann Höhl und Rolf-Joachim Buchs. Mehrere der Angeklagten befanden sich wieder im aktiven Polizeidienst, teilweise auch in höheren Positionen; Andere übten Berufe außerhalb der Polizei aus oder lebten als Pensionäre. Neben den Lebensläufen umfasste sie eine Übersicht der Beweismittel, eine namentliche Aufstellung aller 200 vernommenen Zeugen – zumeist Bataillonsangehörige, aber auch überlebende jüdische Bewohner von Białystok. Ein Gutachten des Sachverständigen Professor Hans Buchheim, der auch beim Frankfurter Auschwitzprozess in dieser Funktion tätig war, ergänzte das Schriftstück.
Die Anklagepunkte beinhalteten Mord, Beihilfe zum Mord und besonders schwere Brandstiftung, wobei nicht alle Angeklagten der Beteiligung an allen Einzeltaten beschuldigt wurden:
- Mord an einem Zivilisten beim Einmarsch in Białystok am 27. Juni 1941: Wilhelm Schaffrath;
- Mord an vier sowjetischen Gefangenen am Tag der Besetzung Białystoks: Friedrich Rondholz;
- Mord an einem jüdischen Mann bei der Durchsuchung der Innenstadt von Białystok: Heinrich Schneider; Beihilfe dazu: Wachtmeister Rudolf Hermann Ihrig;
- Mord an drei alten jüdischen Männern bei dieser Durchsuchung: Heinrich Schneider;
- Mord an einem weiteren jüdischen Mann bei dieser Durchsuchung: Heinrich Schneider;
- Mord an mindestens 10 Menschen beim Zusammentreiben der Juden am 27. Juni 1941: Wilhelm Schaffrath;
- Mord an mindestens 13 Männern beim Zusammentreiben der Juden am 27. Juni 1941: Hans Behrens, Friedrich Rondholz;
- Versuch des Mordes an einem jüdischen Mann, nahe der Synagoge von Białystok, am 27. Juni 1941: Friedrich Rondholz;
- Mord an einer nicht mehr bestimmbaren Vielzahl von Juden durch Erschießung im Gouvernementspark von Białystok, am Nachmittag des 27. Juni 1941: Hans Behrens;
- Mord an 150 bis 200 Juden durch Erschießung in einer Kiesgrube am Stadtrand von Białystok, am Nachmittag des 27. Juni 1941: Hans Behrens;
- Mord an mindestens 700 Menschen in Tateinheit mit besonders schwerer Brandstiftung, durch das Niederbrennen der Großen Synagoge von Białystok am 27. Juni 1941: Rolf-Joachim Buchs, Konrad Eberhard, Friedrich Fuchs, Josef Herweg, Rudolf Hermann Ihrig, Wilhelm Leinemann, Wilhelm P., Karl Schütte und Wilhelm T.;
- Mord an mindestens 25 Menschen in einem Dorf der Region Dobrjanka, im Juli oder August 1941: Karl M., Wilhelm Schaffrath, Heinrich Schneider.[7]

### Erste Hauptverhandlung
Aufgrund der großen Zahl der Angeklagten und ihrer Verteidiger fand der Prozess nicht im Schwurgerichtssaal des zuständigen Landgerichts Wuppertal statt, sondern im ehemaligen Festsaal (Saal 300) des Polizeipräsidiums Wuppertal. Der provisorische Gerichtsort war als einstige Topographie des Terrors nicht frei von Vorbelastung – war das 1939 der Nutzung übergebene Gebäude doch bis 1945 die regionale Zentrale sämtlicher NS-Verfolgungsbehörden.
Der Prozess begann am 10. Oktober 1967 unter dem Vorsitz von Landgerichtsdirektor Dr. Norbert Simgen und erstreckte sich über 41 Verhandlungstage zwischen Oktober 1967 und März 1968. Am ersten Verhandlungstag wurde das Verfahren gegen Hans Behrens wegen Vernehmungs- und Verhandlungsunfähigkeit abgetrennt; es wurde später eingestellt. Der Prozessauftakt wurde von Beginn an auch überregional intensiv medial begleitet. Drei lokale Tageszeitungen berichteten bemerkenswert engagiert und detailliert über jeden Prozesstag. Das überregionale Medieninteresse verlagerte sich aber rasch auf den ebenfalls am Wuppertaler Landgericht parallel stattfindenden Prozess gegen den sadistischen Kindermörder Jürgen Bartsch.
Heinrich Schneider wurde am zweiten Verhandlungstag aufgrund einer belastenden Aussage eines ehemaligen Kameraden im Gerichtssaal erneut festgenommen und erhängte sich wenige Tage später am 14. Oktober 1967 in seiner Zelle im Untersuchungsgefängnis. Neben Schneider wurden mehrere weitere Prozessbeteiligte, Zeugen wie Angeklagte, noch im Gerichtssaal verhaftet.
Besonderen Eindruck hinterließen die Zeugenaussagen von sechs aus Białystok stammenden jüdischen Überlebenden der Tatereignisse. Diese waren zum Teil aus Israel angereist und verstärkten durch ihre persönlichen Schilderungen den Eindruck der bereits gemachten Tatschilderungen um ein Vielfaches.
Die erste Hauptverhandlung vor dem Landgericht endete am 12. März 1968 mit den Verurteilungen von Rolf-Joachim Buchs, Wilhelm Schaffrath und Friedrich Rondholz zu lebenslangem Zuchthaus, Rondholz erhielt darüber hinaus eine Strafe von vier Jahren Zuchthaus, auf die die verbüßte Untersuchungshaft angerechnet wurde (Az. 12 Ks 167). Die Urteilsbegründung dauerte drei Stunden und beeindruckte viele Prozessbeobachter nachhaltig.
Für sechs Angeklagte wurde im Urteil festgestellt, dass sie wegen der mit dem Niederbrennen der Großen Synagoge von Białystok verübten Morde der Beihilfe zum Mord in Tateinheit mit besonders schwerer Brandstiftung schuldig sind. Von einer Strafe wurde aber nach § 47 des zum Tatzeitpunkt geltenden Militärstrafgesetzbuchs für das Deutsche Reich abgesehen:

„Militärstrafgesetzbuch, § 47

I. Wird durch die Ausführung eines Befehls in Dienstsachen ein Strafgesetz verletzt, so ist dafür der befehlende Vorgesetzte allein verantwortlich. Es trifft jedoch den gehorchenden Untergebenen die Strafe des Teilnehmers

1. wenn er den erteilten Befehl überschritten hat, oder

2. wenn ihm bekannt gewesen ist, dass der Befehl des Vorgesetzten eine Handlung betraf, welche ein allgemeines oder militärisches Verbrechen oder Vergehen bezweckte.

II. Ist die Schuld des Untergebenen gering, so kann von seiner Bestrafung abgesehen werden.“

In einem Beitrag in der Tageszeitung Die Welt erläuterte der Vorsitzende Simgen seine Entscheidungsgründe für die Straffreiheit:
«Die Schwierigkeiten in der Rechtsfindung sollten uns nicht daran hindern alles zu tun, um die wirklich Schuldigen ihrer gerechten Strafe zuzuführen. Den Gerichten würde ihre wenig beneidenswerte Aufgabe wesentlich erleichtert, wenn sie sich hierauf konzentrieren könnten. Es wäre nicht nur ein Akt der Gnade, die Kleinen laufen zu lassen, sondern auch der Weisheit und der relativen Gerechtigkeit. Würde nämlich mehr oder weniger widerwilligen Mitläufern die Angst vor der eigenen Bestrafung genommen, wären sie sicher geneigter, ihr Wissen um schreckliche Untaten kundzutun. Man sollte deshalb ernstlich erwägen, eine Teilamnestie zu erlassen […]. Die Befürchtung, eine solche Maßnahme könnte im Ausland zu politischen Rückwirkungen führen, scheint mir nicht begründet zu sein. Oder ist es unserem Ansehen dienlicher, wenn mit ungeheuren Aufwand geführte, endlose Prozesse zu unbefriedigenden Ergebnissen führen?»
Beim Angeklagten Rolf-Joachim Buchs ging das Strafmaß weit über den Antrag der Staatsanwaltschaft hinaus. Forderte diese auch in seinem Fall wegen Beihilfe zum Mord und besonders schwerer Brandstiftung 10 Jahre Haft, so erkannte das Schwurgericht bei Buchs auf Mittäterschaft bei dem Mord an den Juden in der Synagoge, da er jederzeit Kraft seiner Befehlsgewalt die Tatdurchführung hätte verhindern oder beenden können. Er wurde in der Urteilsschrift als „eitel, abwägend, kühl, unnahbar und arrogant, hart gegen Untergebene und nachgiebig gegen Vorgesetzte“ charakterisiert und handelte nach Ansicht des Vorsitzenden Simgen, der Beisitzer und der Geschworenen berechnend und „aus niederen Beweggründen“. In Übereinstimmung mit der Haltung der damaligen Regierung stehend, die Juden für „wertlose, verächtliche, hassenswerte Untermenschen“ hielt, sah er bei einem Einschreiten gegen die Taten hauptsächlich Nachteile „für sein persönliches Ansehen und Fortkommen“ und erwartete zudem nicht, strafrechtlich zur Verantwortung gezogen zu werden.
Drei Angeklagte wurden freigesprochen.

### Revision
Auf das Urteil folgten Revisionen von vier Angeklagten und der Staatsanwaltschaft vor dem Bundesgerichtshof, der das Urteil am 13. Mai 1971 für jene Angeklagten aufhob, die in Revision gegangen waren. Die Gründe waren die Feststellung, dass einer der Geschworenen des ersten Prozesses viele Jahre zuvor zeitweilig für nicht zurechnungsfähig erklärt worden und daher verhandlungsunfähig war, und die Verjährung des Tatvorwurfs der Beihilfe zum Mord gegen den dritten Angeklagten, Friedrich Rondholz (Az. 3 StR 337/68).

### Zweite Hauptverhandlung
Die erneute Hauptverhandlung gegen zwei der Beschuldigten fand ab März 1973 vor dem Landgericht Wuppertal statt und endete am 24. Mai mit Verurteilungen wegen Beihilfe zum Mord zu Freiheitsstrafen von vier Jahren für Rolf-Joachim Buchs und sechs Jahren für Wilhelm Schaffrath (Az. 812 Ks 1/67 (14/71 S)).
Ein Grund für das deutlich reduzierte Strafmaß lag in dem zwischenzeitlich verabschiedeten Einführungsgesetz zum Gesetz über Ordnungswidrigkeiten (EGOWiG). Mit dieser in der Justiz heute als Verjährungsskandal bewerteten Nebennorm für schlichte Ordnungswidrigkeiten, erarbeitet durch den ehemaligen NS-Justizangehörigen Eduard Dreher im Rahmen seiner Tätigkeit im Bundesinnenministerium, wurde weitgehend unbemerkt und teilweise geduldet von Fachkollegen und Bundestag, der das Gesetz am 10. Mai 1968 verabschiedet hatte, durch die Hintertür und vermutlich auch in voller Absicht des Verfassers eine Verjährung für die meisten NS-Mordtaten eingeführt. Nach der aktuellen Gesetzeslage war eine Verurteilung wegen Mordes zu diesem Zeitpunkt nicht mehr möglich, da das Gesetz in Artikel 1 Ziffer 6 (§ 50 Abs. 2 StGB a.F:) vorschrieb: „Fehlen besondere persönliche Eigenschaften, Verhältnisse oder Umstände (besondere persönliche Merkmale), welche die Strafbarkeit des Täters begründen, so ist dessen Strafe nach den Vorschriften über die Bestrafung des Versuchs zu mildern“.
Diese besondern persönlichen Merkmale waren den Angeklagten nicht nachweisbar, also konnte eine Verurteilung wegen Mordes aufgrund der Verjährung auch nicht erfolgen, sondern nur für noch nicht verjährte Straftaten. Was an der Freiheitsstrafe nicht bereits in der Untersuchungshaft abgegolten war, wurde darüber hinaus auch zur Bewährung ausgesetzt. Die prozessbegleitende NRZ an Rhein und Ruhr kommentierte sarkastisch: „Schuldig, aber Frei!“. Ungeachtet des irritierend geringen Straßmaßes ließ das Gericht allerdings erkennen, dass es sich intensiv mit den Tatereignissen und den persönlichen Tatbeteiligungen auseinandergesetzt hat. Die Urteilsbegründung war sorgfältig und sichtbar um Angemessenheit bemüht, kam aber nicht um die neue Gesetzeslage herum, so dass augenfällig bizzarre Bewertungen einflossen. Demnach hatte Buchs nicht als Täter, sondern lediglich mit der inneren Einstellung eines Gehilfen gehandelt, „da er die Ermordung der Juden nicht als eigene Tat vollbringen, sondern nur unterstützen wollte“. Seine Beweggründe lagen demzufolge auch nicht in niedrigen Beweggründen, insbesondere Rassenhass, sondern – analog zum ersten Urteil – in einer „Charakterschwäche, um selber keine Nachteile zu erleiden“.
Dieses Urteil erlangte durch Beschluss des Bundesgerichtshofs am 29. Januar 1975 Rechtskraft (Az. 30 StR 193/74). Das Verfahren gegen Friedrich Rondholz, der nur noch der Beteiligung an der Erschießung sowjetischer Kriegsgefangener beim Einmarsch in Białystok angeklagt war, wurde durch das Landgericht Darmstadt am 25. Februar 1977 wegen dauerhafter Verhandlungsunfähigkeit eingestellt (Az. 2 Ks 1/75).

### Fazit und Folgen
Als ein wichtiges Ergebnis des Wuppertaler Białystok-Prozess wird die Widerlegung der Schutzbehauptungen der Mörder betrachtet, sie hätten auf „Befehl von oben“ gehandelt. Der erste Prozess brachte zu Tage, dass die verurteilten Täter sich keineswegs darauf beschränkten, erteilten Befehlen Folge zu leisten. Sie zeigten ein großes Maß an Eigeninitiative und gingen in ihrem Handeln vielfach über das Verlangte hinaus.
Im Ermittlungsverfahren gegen die Angeklagten und im Wuppertaler Białystok-Prozess stellte sich heraus, dass nicht nur die Einheiten von Sicherheitspolizei und Sicherheitsdienst des Reichsführers SS Massenmorde begangen hatten. Die Rolle der Wehrmacht, der das Polizei-Bataillon 309 während seiner Zeit im Bezirk Białystok unterstellt war, blieb hingegen ungeklärt.
Das Wuppertaler Verfahren endete zwar enttäuschend im Bezug auf das Strafmaß, war aber in vielfacher Hinsicht absolut vorbildlich. Die staatsanwaltschaftlichen Ermittlungen und der erste Prozess von 1967/68 können im Nachgang als weitestgehend gelungener Versuch betrachtet werden, nationalsozialistische Gewaltverbrechen mit justiziellen Mitteln aufzuklären und zu verfolgen. Das Verfahren nahm viel von den Kontroversen und Debatten vorweg, die drei Jahrzehnte später den Erkenntnisprozess in der Gesellschaft einleiteten, dass der Judenmord keine Handlung von wenigen Einzeltätern war, sondern nur unter Beteiligung und Verstrickung großer Teile der Bevölkerung hat stattfinden können. Die Gesellschaft der 1960er Jahre war aber weder aufrichtig willens noch innerlich vorbereitet das Verfahren als Gelegenheit zur kritischen Selbsteinschätzung zu nutzen.

## Landgericht München I, 1961
Vor dem Landgericht München I mussten sich fünf Führer und Angehörige des Einsatzkommandos 8 der Einsatzgruppe B wegen Tausender Erschießungen, insbesondere von Juden, während der ersten sechs Monate des Deutsch-Sowjetischen Kriegs im Jahr 1941 verantworten. Die Tatvorwürfe beinhalteten zwei Erschießungen männlicher Juden im Alter von etwa 18 bis 65 Jahren im Bezirk Białystok, die Anfang Juli 1941 stattfanden. Die Zahl der Ermordeten ist nicht genau bekannt, es waren bei der ersten Erschießung mindestens 800 und bei der zweiten mindestens 100 Opfer. Die Urteile wurden am 21. Juli 1961 verkündet. Der Führer der Einsatzgruppe 8, Otto Bradfisch, wurde wegen Beihilfe zum gemeinschaftlich begangenen Mord in 15.000 Fällen zu zehn Jahren Haft verurteilt. Wilhelm Schulz erhielt 7 Jahre und Oskar Winkler 3 ½ Jahre Haft, zwei weitere Angeklagte wurden freigesprochen (Az. 22 Ks 1/61).

## Landgericht Freiburg, 1963
In einem Strafverfahren vor dem Landgericht Freiburg wurde drei angeklagten Angehörigen des Polizei-Bataillons 322 zahlreiche Tötungsverbrechen zur Last gelegt. Zu den Taten gehörten Massenerschießungen von Juden in Białystok, Minsk und Mogilew, verübt im Sommer 1941. Die Angeklagten, der Bataillonsadjutant Josef Uhl, der Kompaniechef der 3. Kompanie, Gerhard Riebel, und der Zugführer des zweiten Zuges der 1. Kompanie, Heinz Gerd Hülsemann, wurden am 12. Juli 1963 freigesprochen. Die Revision der Staatsanwaltschaft bezüglich der Freisprüche von Riebel und Hülsemann wurde durch Beschluss des Bundesgerichtshof vom 14. Januar 1964 verworfen.
Unter ausdrücklicher Berufung auf die Freiburger Freisprüche und ihre Bestätigung durch den Bundesgerichtshof hat das Landgericht Darmstadt am 2. Februar 1972 das Strafverfahren gegen neunzehn Angehörige des Polizei-Bataillons 322 und einen Angehörigen des Stabes des Höheren SS- und Polizeiführers Russland-Mitte sowie am 2. Oktober 1972 das Verfahren gegen zwei weitere Angehörige des Polizei-Bataillons eingestellt. Die Berufung auf Befehlsnotstand beziehungsweise Putativnotstand, die den Einheitsführern zugebilligt worden sei, müsse auch für die Mannschaftsdienstgrade gelten (Az. 2 Js 37665).

## Landgericht Kiel, 1964

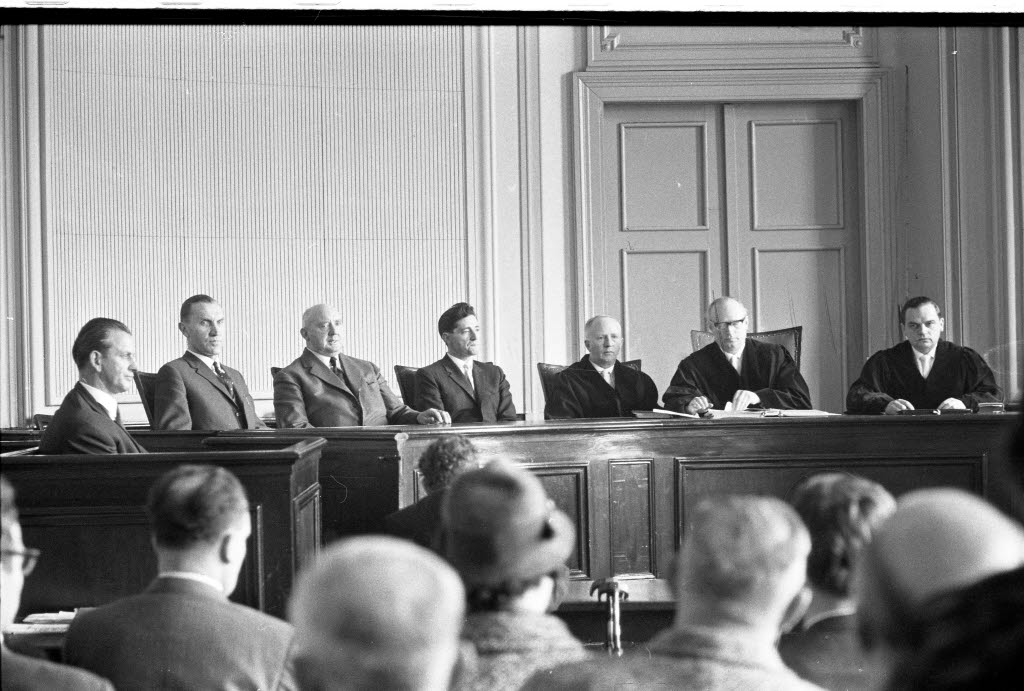
Urteilsverkündung gegen Graalfs in Kiel 1964

Vor dem Landgericht Kiel wurde gegen Hans Graalfs verhandelt, der als Führer des Zuges der Waffen-SS beim Einsatzkommando 8 der Einsatzgruppen B an Tausenden Erschießungen während der ersten drei Monate des Deutsch-Sowjetischen Kriegs im Frühsommer 1941 beteiligt war. Zu den ihm vorgeworfenen Taten gehörten Erschießungen von Juden im Bezirk Białystok. Graalfs wurde am 8. April 1964 wegen Beihilfe zum gemeinschaftlichen Mord in 760 Fällen zu drei Jahren Zuchthaus verurteilt (Az. 2 Ks 164). Das Urteil wurde durch eine Entscheidung des Bundesgerichtshofs vom 16. Februar 1965 rechtskräftig (Az. 5 StR 425/64).

## Landgericht Bochum, 1968
Das Landgericht Bochum verhandelte 1968 gegen die Kompaniechefs der 2. Kompanie, Hermann Kraiker, und der 3. Kompanie, Otto Petersen, sowie gegen acht weitere Angehörige des Polizei-Bataillons 316 wegen mehrerer Tötungsverbrechen, darunter die Massenerschießung von Juden im Bezirk Białystok im Juli 1941. Das Verfahren endete am 5. Juni 1968 mit Freisprüchen, weil den Angeklagten der behauptete Befehlsnotstand nicht widerlegt werden konnte (Az. 15 Ks 1/66).

## Landgericht Köln, 1964
Das Landgericht Köln führte gegen Werner Schönemann ein Strafverfahren, dem vorgeworfen wurde, als Angehöriger eines Teilkommandos des Einsatzkommandos 8 der Einsatzgruppen B während der ersten drei Monate des Deutsch-Sowjetischen Kriegs an der Erschießung Hunderter Juden, Männer, Frauen und Kinder, und sowjetischer Kriegsgefangener und kommunistischer Funktionäre beteiligt gewesen zu sein. Die ihm vorgeworfenen Taten wurden teilweise im Bezirk Białystok verübt. Am 12. Mai 1964 wurde Schönemann wegen Beihilfe zum gemeinschaftlichen Mord in 12 Fällen an 2.170 Menschen zu sechs Jahren Zuchthaus verurteilt (Az. 24 Ks 1/63).

## Landgericht Köln, 1968
Ebenfalls vor dem Landgericht Köln fand der Strafprozess gegen Heinz Errelis und Kurt Wiese statt, der Leiter und ein Angehöriger der Außenstelle Grodno des Kommandeurs der Sicherheitspolizei und des SD im Bezirk Białystok. Wiese wurde 27. Juni 1968 wegen Mordes zu lebenslanger Haft zuzüglich zehn Jahren verurteilt, Errelis wurde freigesprochen (Az. 24 Ks 1/67 (Z)). Das Urteil gegen Wiese wurde durch den Bundesgerichtshofs am 6. August 1969 bestätigt (Az. 2 StR 210/69). Am 24. März 1986 wurde Wiese aus der Haft entlassen.

## Landgericht Hamburg, 1975
Vor dem Landgericht Hamburg mussten sich Georg Michalsen und Otto Hantke, zwei Angehörige des Stabes des SS- und Polizeiführers Lublin verantworten. Ihnen wurden die Deportation von mindestens 300.000 Juden in das Vernichtungslager Treblinka und weitere Verbrechen zur Last gelegt. Unter den Deportierten befanden sich mindestens 15.000 Juden, die anlässlich der „Räumung“ des Ghettos Bialystok im August 1943 in die Vernichtungslager Auschwitz und Treblinka oder in Zwangsarbeitslager im Distrikt Lublin verschleppt wurden. Michalsen erhielt mit dem Urteil vom 25. Juli 1975 eine Freiheitsstrafe von 12 Jahren Zuchthaus, Hantke wurde zu lebenslänglicher Haft verurteilt (Az. (50) 23/73).